# Paus Valentinus
Valentinus (Rome, circa 795 - aldaar, 10 oktober 827), ook wel Valentijn genoemd in Nederlandstalige bronnen, was een Romeins katholiek geestelijke en de honderdste paus van de Katholieke Kerk. Hij volgde paus Eugenius II op als bisschop van Rome. Zijn pontificaat duurde slechts enkele maanden, vanaf (vermoedelijk) 31 augustus 827 tot 10 oktober 827.

## Biografie

### Jeugd en wijdingen
Valentinus werd geboren als Romeins staatsburger rond het jaar 795 te Rome, vermoedelijk in een wijk aan de Via Lata, als zoon van een zekere Leonius. Sommigen geven hem als geboortenaam Bastianus Valentinus, anderen Valentinus Leonius. De naam Valentinus betekent de Krachtige. Zijn kerkelijke carrière begon toen hij als 25-jarige in de gunst van de paus kwam. Volgens de Liber Pontificalis werd hij door paus Paschalis I tot subdiaken gewijd. Later werd hij door diezelfde paus tot diaken gewijd.

### Diaconaat
Het duurde niet lang voor Valentinus door paus Paschalis I tot aartsdiaken van de Romeinse diakens werd benoemd, een invloedrijke functie. Hierdoor stond hij aan het hoofd van het Romeinse diaconaat, de zorg voor de armen, zieken en alle anderen aan de rand van de maatschappij. Zijn biograaf die zijn voorgeschiedenis optekende in de Liber Pontificalis prees hem om zijn godvruchtigheid en deugdelijkheid. De Liber Pontificalis vermeld ook dat hij zowel met het Romeinse volks als met de aristocratie goede banden had. Het feit dat hij in de gunst stond bij de paus werd nogmaals bevestigd onder het pontificaat van paus Eugenius II. Ook onder diens pontificaat was hij aartsdiaken van de Romeinse diakens.

### Paus
Bij de dood van paus Eugenius II op vrijdag 27 augustus 827 werd hij de volgende zondag unaniem tot zijn opvolger gekozen. Valentinus werd het nieuws verteld terwijl hij aan het bidden was in de basiliek van Maria de Meerdere te Rome. Vervolgens werd hij naar de aartsbasiliek van Sint-Jan van Lateranen geëscorteerd alwaar hij gekroond werd tot bisschop van Rome en 100ste paus van de Katholieke Kerk. Het feit dat hij geen priesterwijding had ontvangen en slechts diaken was, was in deze tijden geen probleem. Hij werd bij zijn kroning onmiddellijk tot priester gewijd en vervolgens tot bisschop.
Er bestaat een legende over zijn verkiezing: bij de dood van zijn voorganger zouden de Romeinen hem in een kerk zien bidden terwijl er een witte duif, wat de Heilige Geest symboliseert, opgemerkt werd die de volgende woorden sprak: Valentinus is de Heilige Stoel waard! Hierop werd hij naar het de aartsbasiliek van Sint-Jan van Lateranen gebracht en gekroond.
In tegenstelling tot zijn voorganger verkreeg zijn verkiezing tot paus wel de steun van de Romeinse aristocratie, de stad Rome en de Romeinse geestelijkheid.

### Overlijden
Valentinus stierf op 10 oktober 827 te Rome. Hij had een leeftijd bereikt van ongeveer 32 jaar. Zijn doodsoorzaak is onbekend. Zijn pontificaat duurde slechts enkele maanden, van (vermoedelijk) 31 augustus tot 10 oktober 827. De Liber Pontificalis meldt veertig dagen en de Annalen van Einhart melden er dertig.. Onder zijn bewind waren er geen bijzondere gebeurtenissen. Hij werd opgevolgd door paus Gregorius IV.